# Michael Taube
Michael Taube (Łódź, Rússia, 13 de març, 1890 - Tel-Aviv, Israel, 23 de febrer, 1972) fou un director d'orquestra israelià d'origen polonès.

## Biografia
Va néixer d'Elijah i Ida, filla de Yehuda Krish a Lodz, Rússia, en una família musical. El seu pare era músic, el seu avi patern era violinista i el seu avi patern era un reconegut pianista i director d'orquestra. Als set anys, el seu pare li va ensenyar violí, i després va afegir piano, trompeta, violoncel, viola i contrabaix. Va entrar a l'orquestra del seu pare, va començar a actuar com a pianista als 15 anys i poc després va començar a ensenyar piano. Després de completar la primària i el gimnàs a la seva ciutat, ell i el seu germà gran Leon van marxar cap a Alemanya el 1910, on el 1911 va començar a assistir al conservatori de Leipzig. Allà va estudiar piano, harmonia i teoria de la música. L'any següent va passar breus períodes a Frankfurt, Anglaterra, Hagen i Duisburg i va arribar a Colònia a principis de 1914. Allà va estudiar piano, composició i orquestració. Després de l'esclat de la Primera Guerra Mundial, va haver de deixar els seus estudis perquè era un polonès i, per tant, estava prohibit viure a la ciutat de Colònia, la qual cosa era considerada una destinació estratègica. Es va traslladar a prop de Bad Goodesberg i va trobar un lloc com a director d'orquestra. Paral·lelament va exercir de pianista i violoncel·lista i després va guanyar un lloc de direcció a l'Orquestra Municipal de Boone. El 1917 va començar a ensenyar piano al conservatori de Bonn.
Al final de la guerra va reprendre els seus estudis a Colònia i va estudiar direcció amb Herman Avendras. El 1923, seguint la recomanació de Leo Blech, va ser acceptat com a cuidador a l'Òpera de Berlín. Allí va conèixer el director Bruno Walter i va col·laborar amb ell entre 1925-1929. El 1926 va establir una moderna orquestra de cambra i cor a Berlín. També va organitzar concerts, va actuar com a director convidat en teatres d'òpera i sales de concerts a tota Alemanya i va organitzar esdeveniments musicals en benefici d'establiments jueus i sionistes. Taube també va compondre música per a violí, piano, cor i orquestra. El 1929 es va casar amb la soprano Elsa Juelich.
Quan els nazis van arribar al poder, va fundar l'orquestra "Jewish Culture Society" a Berlín i va exercir de director d'orquestra. El 1934, per primera vegada en deu sèries de deu concerts, el primer dels quals va arribar el 16 de desembre de 1934, va tenir un gran èxit. Després d'ella, va tornar a Alemanya el maig de 1935, va liquidar allí els seus negocis i va immigrar a Israel i es va establir a Tel-Aviv.
A la temporada 1936-37 va dirigir l'orquestra Israel i durant la Segona Guerra Mundial, quan l'orquestra no va poder portar directors de països estrangers, ell i Georg Singer van compartir la direcció de tots els concerts. Entre altres coses, Taube va fer concerts davant soldats aliats a Egipte. En els anys de la postguerra va dirigir orquestres a Europa, però va rebutjar regularment les invitacions a orquestres a l'estranger, i el 1957 va tornar a Alemanya per primera vegada a la Filharmònica de Berlín.
El 1936, amb la seva dona Elsa Julich-Taube, va fundar el "Conservatori Michael Taube" a Tel-Aviv. La majoria dels professors del Conservatori eren els orquestres. Taube va impartir moltes assignatures, incloses piano, harmonia, història de la música, música de cambra i direcció, a més de dirigir un estudi d'òpera, orquestra i cor d'estudiants. Elsa Julich-Taube va fer classes de cant.
El 1955, Michael Taube va establir l'Orquestra de "Cambra Ramat Gan" i la va dirigir durant diversos anys. El 1962, Taube va encarregar la "Bach Suite" de Menachem Avidom per a la "Companyia Israeliana Bach" que dirigia. La peça va ser interpretada per la "Israel Voice Orchestra". Yosef Tal va compondre per a Taube i l'orquestra Ramat Gan "Saul in Ein Dor" (1955), destinada només a la interpretació de concerts. També va ser convidat Yizhak Sadai per a l'Orquestra Ramat Gan per la seva obra "Richkar Symphony" (1957).
L'estiu de 1964, la seva dona Elsa va morir i Taube restà vidu. Després es va tornar a casar, amb Raquel. Taube va morir el 1972 d'un atac de cor a prop dels 82 anys. Va deixar la seva dona Rachel. Enterrat al cementiri de Kiryat Shaul, al costat de la seva primera esposa Elsa.
La finca de Taube va ser lliurada a l'Arxiu de Música israeliana de la universitat de Tel-Aviv.